# Meroka

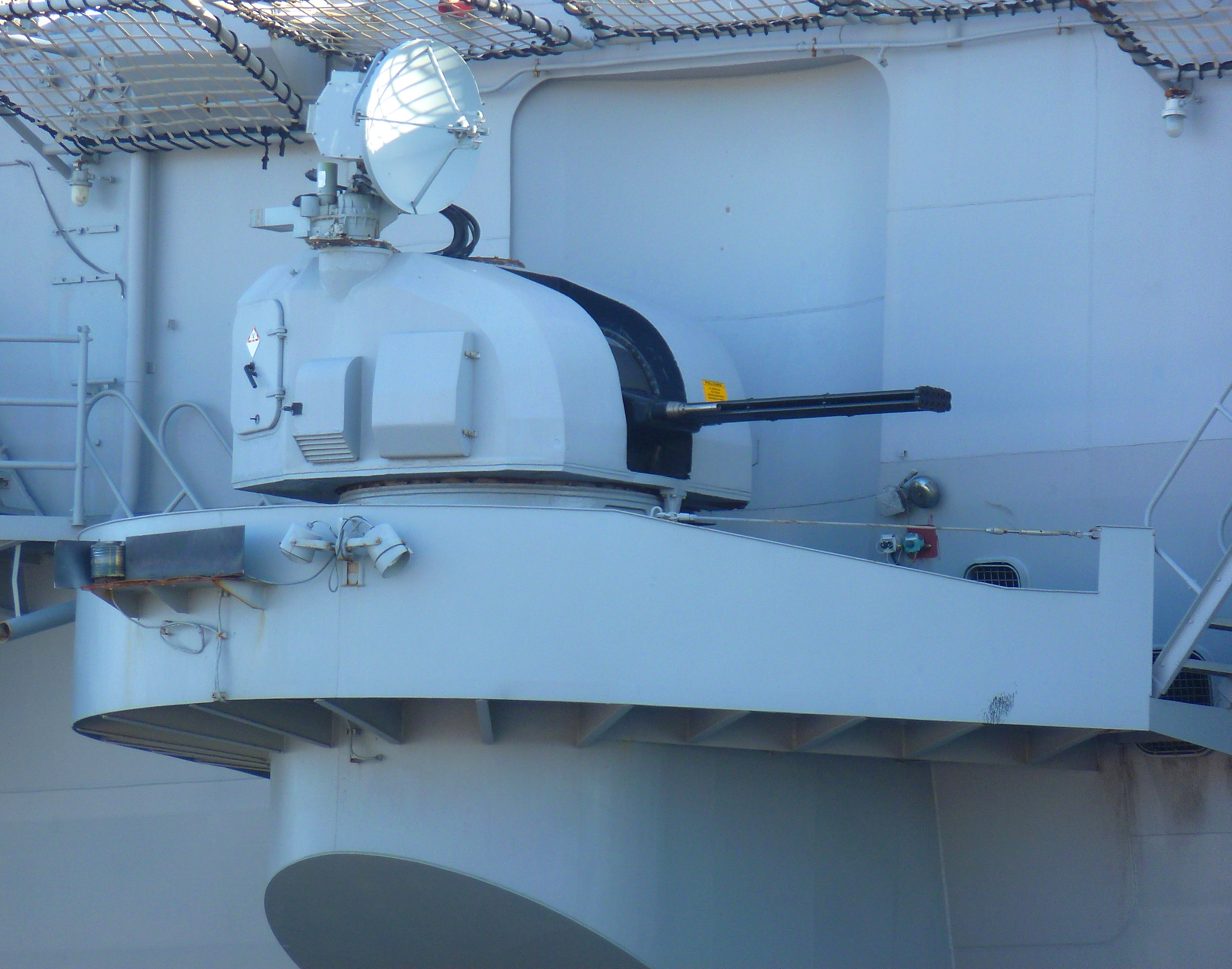
Batterie Meroka montée sur le porte-avions Príncipe de Asturias (R11).

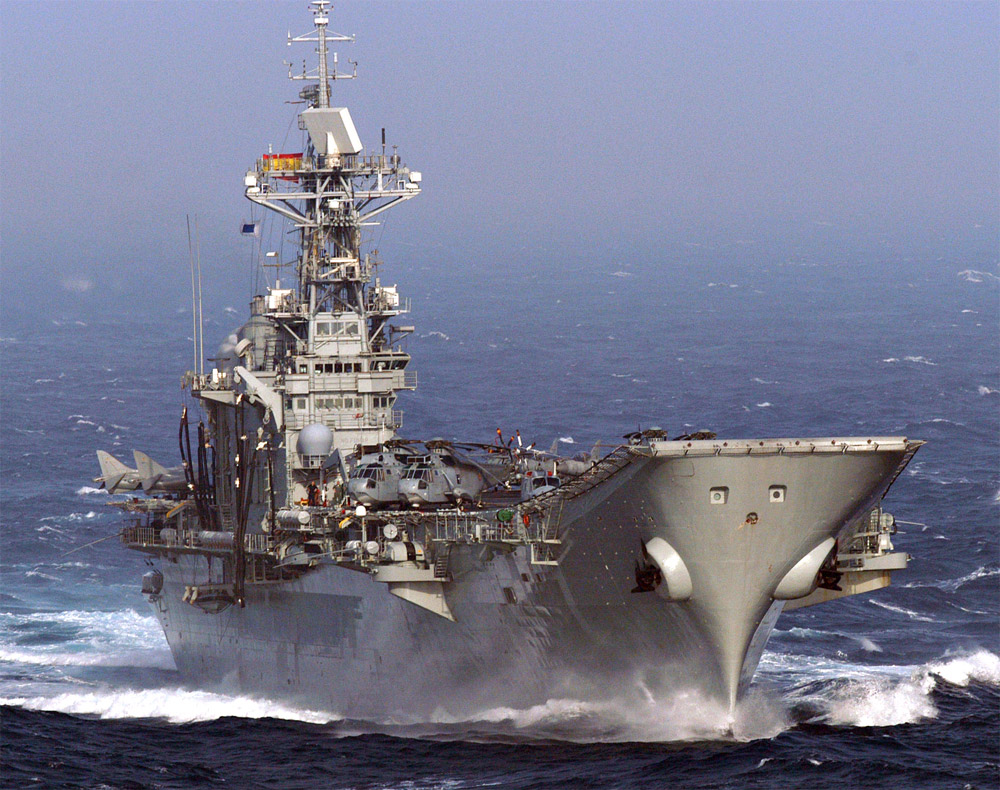
On distingue de chaque côté du porte-aéronef Príncipe de Asturias (R11) une batterie Meroka.

Le Meroka (de l'allemand : Mehrrohrkanone) est un système d'armes rapproché, soit un système de défense anti-missile antinavire qui a été conçu et fabriqué par l'entreprise FABA Sistemas en Espagne à base de plusieurs canons de calibre 20 mm Oerlikon. Il est en service depuis 1984.

## Description
Dernière ligne de défense à cause de sa portée, le système cadre la cible grâce à son radar puis ouvre le feu avec une forte cadence dans le but de faire exploser le missile avant un contact avec le navire. Il n'est pas basé sur le système gatling, contrairement à ses équivalents dans le domaine.

## Utilisateur
Espagne

## Données techniques
- Canon : 12 × Oerlikon 20 mm/120.
- Masse : 4 500 kg.
- Elévation : -15° à +85°.
- Angle de tir : 360°.
- Vitesse : 1 290 m/s.
- Cadence : 1 440 coups à la minute (pour les 12 pièces, soit 120 coups par minute et par canon).
- Munition : (APDS-T) 720 coups dans un magasin, 60 coups par barillet.
- Portée : Distance effective APDS-T (0,102 kg avec sabot), environ 1 500 à 2 000 mètres.
- Radar : Lockheed Electronics PVS-2 Sharpshooter I-band radar, Indra Thermal Imager.

## Équivalents
Plusieurs marines ont développé leur propre système : la Russie avec l'AK-630M2 Duet, les Pays-Bas avec le Goalkeeper CIWS, le Royaume-Uni avec une version missile nommée SeaRAM et la Chine avec le Type 730 CIWS.